# Горькая (верхний приток Грачёвки)
Го́рькая — река в Ставропольском крае. Река вытекает из горы аэродрома и хутора Холодногорского Шпаковского района и является правым притоком Грачёвки. Устье находится в черте села Грачёвки Грачёвского района.
Относится к бассейнам рек Восточный Маныч и Дона. Длина реки — 43 км. Площадь водосборного бассейна — 853 км².
Высота устья — 182,4 м над уровнем моря. Высота истока — 480 м над уровнем моря.

## Притоки (км от устья)
- 10 км: река Бешпагирка
- 16 км: река Ула
- 22 км: река Спицевка
- 26 км: река Жилейка
- 47 км: река Горькая 2-я

## Галерея
- Впадение Улы (правое русло) в Горькую
- Река Горькая
- Река Горькая возле устья
- Стрелка рек Горькой и Грачёвки
- Место слияния рек Горькой и Грачёвки